# Елисеев, Степан Петрович
Степан Петрович Елисеев (1806—1879) — младший сын основателя купеческой династии Елисеевых — Петра Елисеевича Елисеева, один из основателей Торгового дома «Братья Елисеевы», купец 1-й гильдии, коммерции советник, один из учредителей Санкт-Петербургского Учётного и ссудного банка.

## Биография
Являлся одним из основателей Торгового дома «Братья Елисеевы» (1858) в партнёрстве с братьями — Сергеем и Григорием. После смерти старшего брата — Сергея Петровича (1859) —во главе Торгового дома встаёт следующий по старшинству брат — Григорий Петрович. Степан Петрович становится его младшим партнёром и состоит в звании санкт-петербургского 1-й гильдии купеческого брата.
Торговый дом достиг выдающихся результатов в производстве высококачественных виноградных вин, в организации торговли винами и другими продовольственными товарами. С 1860 года вёл торговлю не только в лавках в доме Котомина и в собственном доме на Биржевой линии, но также в лавке на Литейном проспекте. Были открыты магазины фирмы в Москве и Киеве.

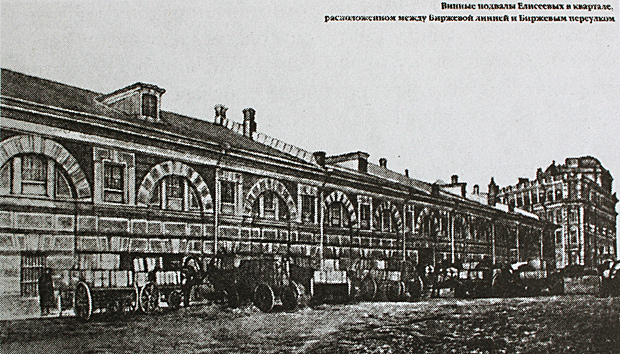
Винные подвалы Елисеевых на Васильевском острове в Санкт-Петербурге

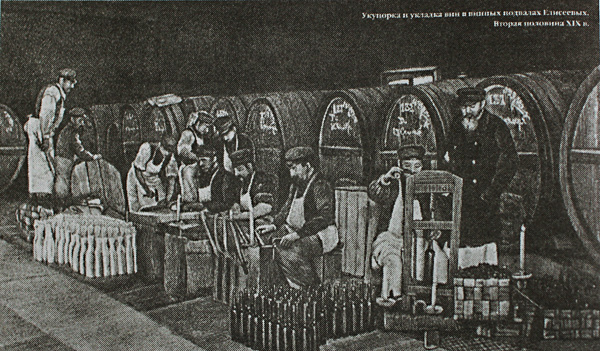
Укупорка и укладка вин в подвалах Елисеевых

С начала 1860-х годов и на протяжении двух десятилетий братья скупали землю со строениями на Биржевой линии, где находился их магазин, для создания винных складов. Строительство и расширение зданий (1862—1869) проводилось под руководством архитектора Николая Павловича Гребёнки. Винные склады Торгового дома «Братья Елисеевы» считались грандиозным сооружением своего времени. Елисеевы получили разрешение на торговлю винами в розлив для двух своих магазинов, что в то время было непростым делом. В здании складов были установлены огромные дубовые бочки ёмкостью на 700 вёдер, в которых завершался процесс окончательного «воспитания» вина. После выдержки в необходимых условиях вино разливалось в бутылки и отправлялось в магазины Петербурга, Москвы, других городов, а со временем и за границу. В 1873 году фирма получила признание высокого качества своей продукции на двух международных выставках: в Вене — почётный диплом и в Лондоне — высшей награды, Золотой медали.

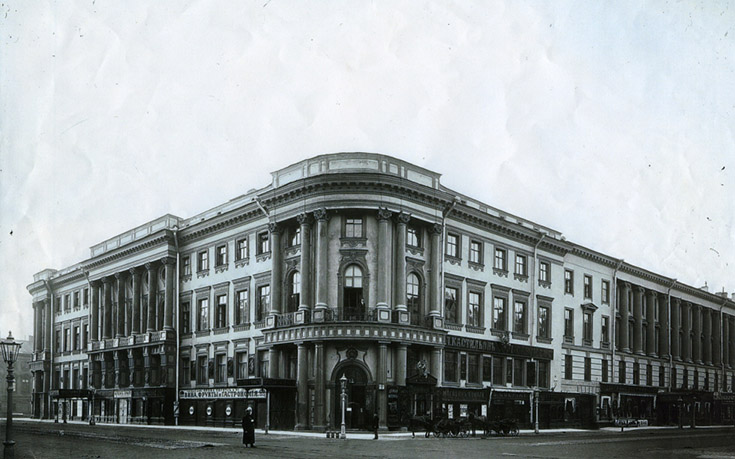
Дом на углу набережной Мойки и Невского проспекта, где проживал С. П. Елисеев с семьёй

В 1871 году Департамент торговли и мануфактур представил на Высочайшее утверждение предложение наградить Степана Петровича званием коммерции советника. В прилагаемой справке говорилось, что обороты Торгового дома, как внутри Российской империи, так и на внешнем рынке достигли к этому времени четырёх с половиной миллионов рублей.
В 1874 году Торговый дом «Братья Елисеевы» за долголетнюю и безупречную деятельность получил почётное право изобразать на своей продукции государственный герб. Это было высшее признание качества товаров фирмы. С тех пор и до 1917 года на фасаде дома № 14 по Биржевой линии, где находилась главная контора Елисеевых, висело увеличенное изображение почётной награды.
Степан Петрович Елисеев обзавёлся семейством ещё при жизни матери. В 1830 году он обвенчался в Исаакиевском соборе с Анной Гавриловной Афанасьевой из купеческого рода. Степан Петрович имел в браке с Анной Гавриловной четырёх детей — трёх дочерей: Татьяну (1830), Веру (1836), Марию и сына Петра (1834).
В 1858 году братья купили дом на Невском проспекте. Это домовладение состояло из трёх каменных зданий (основное здание по Невскому проспекту, флигель по Большой Морской и трёхэтажный флигель по набережной Мойки). Части здания, выходящие на Невский проспект и на Большую Морскую использовались Елисеевыми, как доходные дома. Здание, выходящее на набережную Мойки братья Елисеевы перестроили для себя и в нём поселились оба брата со своими семьями. В начале 1860-х годов по семейному разделу эта недвижимость перешла полностью в собственность Степана Петровича. В доме на Мойке он сам прожил до самой смерти, затем здесь жили его сын и внук.
Умирая, Степан Петрович завещал своему сыну Петру выстроить храм на Большеохтинском кладбище, где издавна хоронили семейство Елисеевых.